# Juriën Gaari
Juriën Gaari (Kerkrade, Países Bajos, 23 de diciembre de 1993) es un futbolista curazoleño que juega como defensa en el Abha Club de la Liga Yello y en la selección de fútbol de Curazao.

## Trayectoria
Gaari, nacido en los Países Bajos, empezó su carrera en el fútbol jugando en los equipos juveniles de De Musschen y Overmaas Rotterdam hasta que recaló en la academia del Excelsior Rotterdam, donde estuvo entre 2007 y 2012. Cuando su contrato no fue extendido, pasó a integrar las filas del Smitshoek, club de la cuarta división, donde estuvo dos temporadas. En febrero de 2014, firmó contrato con los Kozakken Boys de la tercera división holandesa, debutando con el equipo un 23 de agosto de 2014 en la victoria por 2-1 sobre IJsselmeervogels, dando una asistencia tras jugar todo el encuentro.
Con Kozakken Boys fue el lateral derecho titular en las cuatro temporadas que permaneció en el equipo entre 2014 y 2018. El 25 de abril de 2018 dio el gran salto de su carrera al firmar contrato hasta 2020 con el RKC Waalwijk de la segunda división. El 17 de agosto de 2018 hizo su debut oficial jugando de titular en la victoria por 1-0 sobre Telstar Velsen, adaptándose desde el inicio en el equipo titular. La gran temporada del Waalwijk, permitió que llegaran a la ronda de play-offs de ascenso, etapa en la que Gaari marcó su primer gol con el equipo, en las semifinales ante Excelsior Rotterdam. Posteriormente fue titular en las dos finales de su llave ante Go Ahead Eagles, logrando el ascenso a la Eredivisie para la temporada 2019/20.

## Selección nacional
Gaari nació en Países Bajos pero representa a la selección de fútbol de Curazao por sus raíces, con la cual acumula un gol en 51 encuentros. Gaari hizo su debut el 6 de octubre de 2016 en un partido de clasificación ante Antigua y Barbuda que ganaron 3-0 por la clasificación a la Copa de Oro 2017. Con su país finalmente integró las nóminas para la Copa de Oro de la Concacaf 2017 y la Copa de Oro de la Concacaf 2019. 
El 26 de junio de 2019, Gaari anotó su primer gol para la selección nacional, convirtiendo el 1–1 con un derechazo de fuera del área en el último minuto ante Jamaica por la fase de grupos de la Copa de Oro 2019, un gol histórico para su selección, que le permitió clasificar a cuartos de final de dicho torneo por primera vez en su historia.

### Participaciones en Copas de Oro
| Copa             | Sede                                  | Resultado        | Partidos | Goles |
| ---------------- | ------------------------------------- | ---------------- | -------- | ----- |
| Copa de Oro 2017 | Estados Unidos                        | Primera fase     | 1        | 0     |
| Copa de Oro 2019 | Estados Unidos · Costa Rica · Jamaica | Cuartos de final | 4        | 1     |

## Clubes y estadísticas
Actualizado el 8 de marzo de 2020.
| Kozakken Boys · Países Bajos                                                                    | 2014/15          | 3ª               | 26  | 1 | 1  | 0 | — | — | 27  | 1 |
| Kozakken Boys · Países Bajos                                                                    | 2015/16          | 3ª               | 25  | 1 | 3  | 0 | — | — | 28  | 1 |
| Kozakken Boys · Países Bajos                                                                    | 2016/17          | 3ª               | 30  | 0 | 2  | 0 | — | — | 32  | 0 |
| Kozakken Boys · Países Bajos                                                                    | 2017/18          | 3ª               | 33  | 2 | 2  | 0 | — | — | 35  | 2 |
| Kozakken Boys · Países Bajos                                                                    | Total club       | Total club       | 114 | 4 | 8  | 0 | 0 | 0 | 122 | 4 |
| RKC Waalwijk · Países Bajos                                                                     | 2018/19          | 2ª               | 43  | 1 | 2  | 0 | — | — | 45  | 1 |
| RKC Waalwijk · Países Bajos                                                                     | 2019/20          | 1ª               | 18  | 0 | 0  | 0 | — | — | 18  | 0 |
| RKC Waalwijk · Países Bajos                                                                     | Total club       | Total club       | 61  | 1 | 2  | 0 | 0 | 0 | 63  | 1 |
| Total en carrera                                                                                | Total en carrera | Total en carrera | 175 | 5 | 10 | 0 | 0 | 0 | 185 | 5 |
| (1)Incluye datos de la Copa de los Países Bajos (2014/15, 2015/16, 2016/17, 2017/18 y 2018/19). |                  |                  |     |   |    |   |   |   |     |   |

## Palmarés

### Campeonatos nacionales
- 2 Subcampeonatos Tweede Divisie (tercera división): 2016/17 y 2017/18
- 1 Campeonato de liga sabatina (tercera división amateur): 2014/15
- 1 Subcampeonato Topklasse (tercera división amateur): 2014/15

### Copas internacionales
- 1 Copa del Caribe: 2017